# Diocèse de Bata
Le diocèse de Bata est un diocèse de Guinée équatoriale.
Ancien vicariat apostolique du Rio Muni créé le 9 août 1965 par détachement de territoires appartenant au vicariat apostolique de Fernando Poo (actuel archidiocèse de Malabo). Il est érigé en diocèse, le 3 mai 1966, et perd le 15 octobre 1982, une partie de son territoire au profit du diocèse d'Ebebiyin, nouvellement érigé.
Le diocèse de Bata est suffragant de l'archidiocèse de Malabo.

## Liste des ordinaires

### Vicaire apostolique
- Rafael María Nze Abuy, C.M.F. (9 août 1965 - 3 mai 1966)

### Évêques
- Rafael María Nze Abuy, C.M.F. (3 mai 1966 - 9 mai 1974 puis 26 juin 1980 – 21 octobre 1982)
- Anacleto Sima Ngua (19 novembre 1982 - 11 mai 2002)
- Juan Matogo Oyana, C.M.F. (11 mai 2002 - 10 décembre 2024)